# Toussaint Bertrand
Pour les articles homonymes, voir Bertrand.
Toussaint Bertrand est un homme politique français né le 27 octobre 1793 à Saint-André-de-Sangonis (Hérault) et décédé le 27 avril 1870 à Montpellier (Hérault).
Médecin, agrégé de la faculté de médecine de Montpellier. Opposant à la Restauration et à la Monarchie de Juillet. Il est député de l'Hérault de 1848 à 1849, siégeant à gauche.

## Sources
- « Toussaint Bertrand », dans Adolphe Robert et Gaston Cougny, Dictionnaire des parlementaires français, Edgar Bourloton, 1889-1891 [détail de l’édition]